# Armadillidium brevicaudatum
Armadillidium brevicaudatum är en kräftdjursart som beskrevs av Tua 1900. Armadillidium brevicaudatum ingår i släktet Armadillidium och familjen klotgråsuggor. Inga underarter finns listade i Catalogue of Life.